# Hydrostatische druk

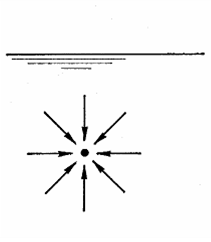
Hydrostatische druk - Wet van Pascal

In de hydrostatica is de hydrostatische druk de druk die door een statische vloeistof op een lichaam wordt uitgeoefend op een bepaalde diepte in die vloeistof. Deze druk werkt in alle richtingen en is constant in een horizontaal vlak. De eenheid waarin de druk wordt uitgedrukt is de pascal. De druk is aanwezig in stilstaande, statische vloeistoffen en is een belangrijke eigenschap in de hydrostatica. Daarnaast kunnen er nog allerlei drukken ontstaan in bewegende vloeistoffen. Die worden in de stromingsleer bestudeerd. In grondwater heerst, als de poriën in de bodem of in het gesteente met elkaar zijn verbonden, ook een hydrostatische druk. Men spreekt dan meestal van poriëndruk.
Hydrostatische druk wordt gemeten met een manometer, piëzometer of druksensor.

## Berekening
Meting van de hydrostatische druk kan worden gebruikt om het niveau van een vloeistof in een vat te bepalen. Wel moet dan de massadichtheid van de vloeistof bekend zijn. De atmosferische druk boven de vloeistof moet ook bekend zijn en van de gemeten druk worden afgetrokken. Voor een open oppervlak is de druk boven de vloeistof de atmosferische druk. Op zeeniveau bedraagt de gemiddelde atmosferische druk één atm en dat is gelijk aan 101 325 Pa.
De druk {\displaystyle p} op een bepaalde diepte {\displaystyle h} kan met de wet van Pascal worden berekend:
{\displaystyle p=p_{0}+\varrho gh}
Hierin is 
- {\displaystyle p_{0}} de luchtdruk aan het vloeistofoppervlak, meestal de atmosferische druk
- {\displaystyle \varrho } de massadichtheid van de vloeistof, in kg/m3, en
- {\displaystyle g} de valversnelling, Die is ongeveer op het aardoppervlak 9,81 m/s².
- {\displaystyle h} de diepte onder het vloeistofoppervlak of anders gezegd de hoogte van de vloeistofkolom boven het punt van de te berekenen druk

Voor water komt dit erop neer dat de hydrostatische druk met elke 10 meter diepte toeneemt met ongeveer één atm of, wat ongeveer hetzelfde is, met één bar en ongeveer 100 000 pascal.

## Natuurkundig principe
Druk is gedefinieerd als een uitgeoefende kracht per oppervlakte-eenheid:
{\displaystyle p={\frac {F}{A}}}
Bij een vloeistof geldt dat de zwaartekracht de kracht in de druk bepaalt:
{\displaystyle F_{z}=mg}
Dus: hoe meer massa vloeistof per oppervlakte-eenheid, hoe groter de druk. Hieruit volgt dat met name de diepte in de vloeistof belangrijk is en niet de absolute hoeveelheid. Dat is als volgt te herleiden:
{\displaystyle m=\varrho V=\varrho hA}
Dit invullen in de formule van de vloeistofdruk geeft
{\displaystyle p={\frac {F}{A}}={\frac {mg}{A}}={\frac {\varrho hAg}{A}}=\varrho hg}
Aan bovenstaande formule moet nog wel de buitenluchtdruk worden toegevoegd, want ook die heeft invloed op de vloeistofdruk. Aan het oppervlak is de vloeistofdruk gelijk aan de buitenluchtdruk.

## Overige
- Volgens de wet van Pascal plant de druk die op een vloeistof in een geheel gevuld en gesloten vat wordt uitgeoefend zich onverminderd in alle richtingen voort.
- De lithostatische druk op een punt in de ondergrond is de druk als gevolg van het gewicht van de lagen gesteentemateriaal erboven.